# كياثون ألبي
كياثون ألبي (الاسم العلمي: Cyathea alpina) هو نوع غير مؤكد من النباتات يتبع جنس الكياثون من الفصيلة الكياثونية. سمي هذا النوع نسبةً إلى جبال الألب.